# Ron Yerxa
Ron Yerxa (Estados Unidos, 18 de maio de 1947) é um produtor cinematográfico americano. Como reconhecimento, foi nomeado ao Oscar 2014 na categoria de Melhor Filme por Nebraska.